# مامیکون دانقیان
مامیکون تیگرانی دانقیان (ارمنی: Մամիկոն Տիգրանի Դանղյան؛  زادهٔ ۱ اکتبر ۱۹۰۷ - درگذشته ۱۱ ژوئیهٔ ۱۹۸۴) یک شیمی‌دان و استاد اهل ارمنستان بود.

## زندگی‌نامه
در ۱ اکتبر ۱۹۰۷ در دزوراغبیور به دنیا آمد و از دانشگاه دولتی ایروان (۱۹۳۶) فارغ‌التحصیل شد. وی در دانشگاه دولتی ایروان فعالیت می‌کرد.  وی همچنین برنده دانشمند شایسته ارمنستان شوروی (۱۹۶۹), نشان انقلاب اکتبر و نشان برجسته افتخار شده است. وی در ۱۱ ژوئیهٔ ۱۹۸۴ در سن ۷۶ سالگی در ایروان درگذشت.

## یادداشت
1. ↑  քիմիական գիտությունների դոկտոր